# Isohypsibius torulosus
Isohypsibius torulosus är en djurart som tillhör fylumet trögkrypare, och som först beskrevs av Mihelcic 1959.  Isohypsibius torulosus ingår i släktet Isohypsibius och familjen Hypsibiidae. Inga underarter finns listade i Catalogue of Life.